# Eriogyna pyretorum
Eriogyna pyretorum är en fjärilsart som beskrevs av John Obadiah Westwood 1847. Eriogyna pyretorum ingår i släktet Eriogyna och familjen påfågelsspinnare. Inga underarter finns listade i Catalogue of Life.